# Chanodichthys oxycephalus
Chanodichthys oxycephalus és una espècie de peix cipriniforme de la família dels ciprínids.

## Morfologia
Els mascles poden assolir els 60 cm de longitud total.

## Distribució geogràfica
Es troba al riu Iang-Tsé (Xina).